# O Som do Trovão
A Sound of Thunder (bra/prt: O Som do Trovão) é um filme teuto-britano-tcheco-estadunidense de 2005, dos gêneros ficção científica, drama de ação e aventura, dirigido por Peter Hyams com roteiro baseado no conto homônimo de Ray Bradbury.

## Sinopse
Em 2055, voltar ao passado da Terra já é possível graças aos trabalhos da Dra. Alicia Wallenbeck. Uma empresa de entretenimento, a Safari in Time  (Safari no Tempo), torna a viagem no tempo um grande negócio a fim de que pessoas ricas possam apreciar uma caçada jurássica. Para que o futuro não fosse alterado, foi escolhido um dinossauro que já estava no fim de sua vida (há 65 milhões de anos).
Mas, em uma das viagens, algo dá errado: uma arma emperra, e alguém pisa fora da esteira temporal. As conseqüências deste pequeno gesto começam a ser sentidas no futuro, quando algumas mudanças nas formas de vida do planeta são sentidas, no início moderadas, e depois cada vez mais radicais, após sucessivas "ondas temporais".

## Elenco
- Armin Rohde.... John Wallenbeck
- Heike Makatsc.... Alicia Wallenbeck
- Jemima Rooper.... Jenny Krase
- David Oyelowo.... Payne
- Wilfried Hochholdinger.... Dr. Lucas
- Edward Burns.... Travis Ryer
- August Zirner.... Clay Derris
- Ben Kingsley.... Charles Hatton
- Catherine McCormack.... Sonia Rand
- Alvin Van Der Kuech.... técnico jovem
- Andrew Blanchard.... George
- William Armstrong.... Ted Eckles
- Corey Johnson.... Christian Middleton
- Nikita Lespinasse.... apresentadora de tv

## Recepção da crítica
A Sound of Thunder tem recepção negativa por parte da crítica especializada. Com o tomatometer de 6% em base de 98 críticas, o Rotten Tomatoes chegou ao consenso: "Agitadamente lógico e performances irregulares são ofuscados pelos efeitos não tão especiais que fazem a suspensão da descrença uma tarefa quase impossível". Por parte da audiência do site tem 18% de aprovação.